# Ola Nyström
Hans Ola Fredrik Nyström, född 11 juni 1960 i Bromma, är en svensk musiker, gitarrist. Han är medlem i grupperna Weeping Willows och Club Killers.
Ola Nyström lärde sig att spela gitarr som elvaåring genom att ta ut Rolling Stones-låtar på en rullbandspelare. Han flyttade till Södermalm i Stockholm som 19-åring och blev medlem i reggaebandet Calcutta Transfer. Han blev senare medlem i Stefan Sundströms kompband Apache ur vilket Weeping Willows grundades.
Ola Nyström är även studiomusiker och har medverkat på inspelningar och live-spelningar för bland andra Johan Johansson, Lars Winnerbäck och Stefan Sundström. Han gjorde filmmusik till filmerna Drömprinsen – Filmen om Em och Tsatsiki, morsan och polisen.